# 呉服 (地名)
呉服（ごふく）とは、日本の各地にある地名。城下町において職業別集住制が行われ、呉服商が多く住んだ事に由来する。

## 現存の地名
- 京都府福知山市の地名
- 呉服元町 - 佐賀県佐賀市の地名

## 過去の地名
- 呉服橋 - 東京都中央区に存在した地名。（現：八重洲） - 京橋区合併後には日本橋を冠し『日本橋呉服橋』。現在でも首都高速道路出入口等でその名残がある）